# Ammerland
Ammerland Münsing része, Bad Tölz-Wolfratshausen járásban Felső-Bajorországban.
Az egyházközség a Starnbergi-tó keleti partjának közepén található, mintegy két és fél kilométerre nyugatra Münsing központjától, amely a TÖL1 járási úton érhető el.

## Története
Neve mezőgazdasági név volt, és a 12. században Amerlant alakban írták. A tönkebúza neve Ammert volt, a korai újkorban még Amelkorn néven a Dinkel, a tönkölybúza elavult elnevezése volt.

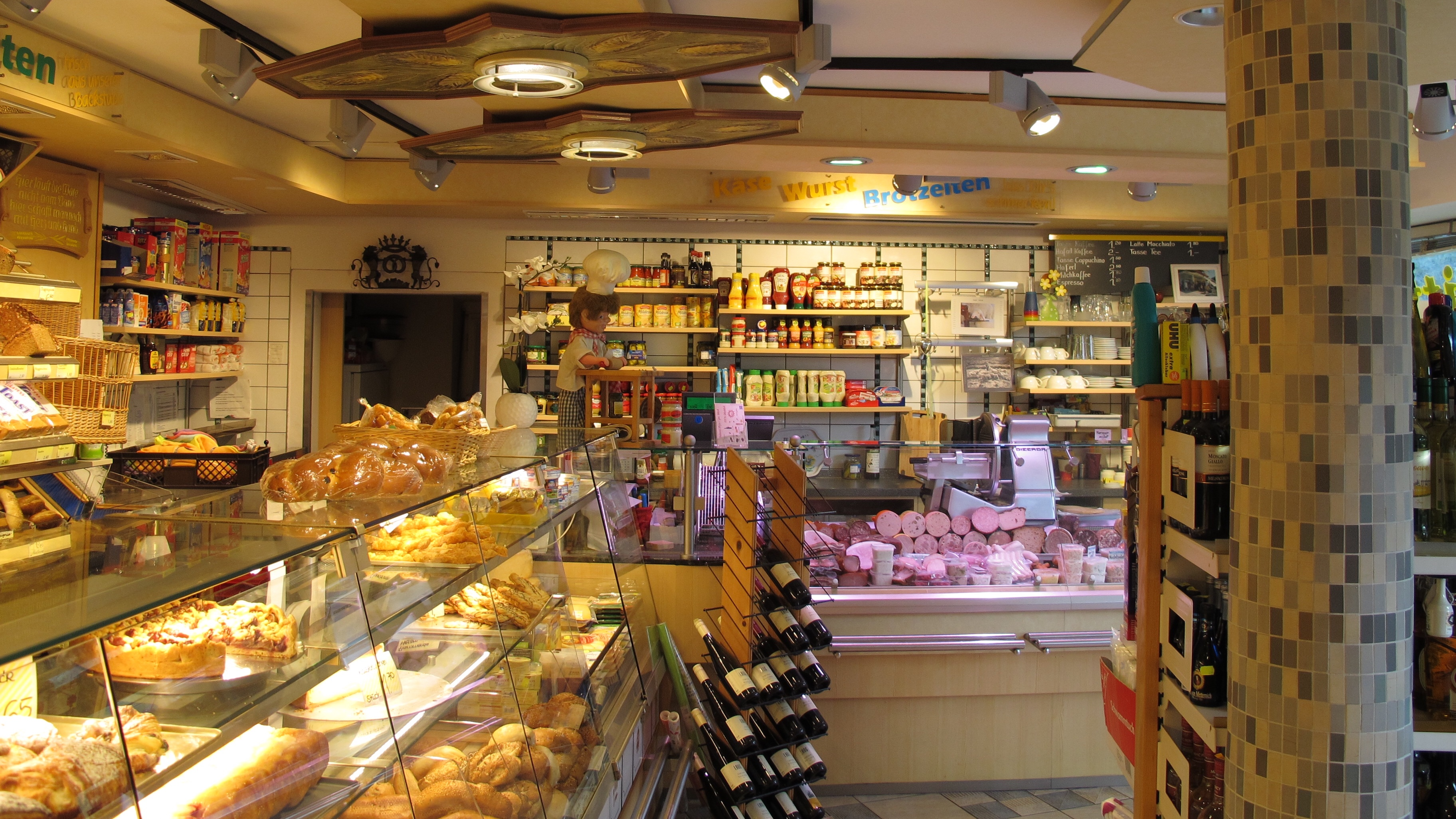
A Graf-pékség

A Hubert Staller nélkül című tévésorozat egyes részeit a Graf-pékségben forgatták.

## Épületek
A Szent Péter-templom a münsingi Szűz Mária Mennybemenetele plébánia fióktemploma. 

## Személyiségek
- Franz Graf von Pocci (1807–1876), az ammerlandi kastély tulajdonosa
- Wilhelm Kempff (1895–1991), zongoraművész, zeneszerző családja 1957-től itt élt.
- Vicco von Bülow(wd), művésznevén Loriot (1923–2011), német humorista, karikaturista, rendező és színész 1963-tól haláláig Ammerlandben élt.
- Ernst von Biron, fizikus, Karl Prinz Biron von Curland legidősebb fia itt született 1940-ben.
- Christian Tramitz (* 1955), színész itt él.
- Paul Sedlmeir (* 1981) Ammerlandban nőtt fel.

## Fordítás
- Ez a szócikk részben vagy egészben  az   Ammerland (Münsing) című német Wikipédia-szócikk ezen változatának fordításán alapul.  Az eredeti cikk szerkesztőit annak laptörténete sorolja fel. Ez a jelzés csupán a megfogalmazás eredetét és a szerzői jogokat jelzi, nem szolgál a cikkben szereplő információk forrásmegjelöléseként.